# Crimson Moonlight
I Crimson Moonlight sono una band svedese Christian metal/Unblack metal fondata nell'estate 1997. La band è considerata, assieme, tra agli altri, agli Antestor, una delle realtà più rilevanti della scena unblack internazionale.

## Formazione

### Formazione attuale
- Simon Rosen aka Pilgrim - voce
- Per Sundberg - chitarra
- Gustav Elowsson - batteria
- Johan Ylenstrand - basso
- Joakim Malmborg - chitarra

### Ex componenti
- Hubertus Liljegren - basso/chitarra
- Samuel Lundberg - chitarra
- David Seiving - basso
- Petter Stenmarker - chitarra/tastiera
- Erik Tordsson - basso
- Jani Stefanovic - chitarra
- Jonas Arvidsson - chitarra
- Jonathan Jansson - chitarra
- Simon Lindh - basso

## Discografia
Album in studio
- 2003 - The Covenant Progress
- 2004 - Veil of Remembrance
- 2016 - Divine Darkness

Demo
- 1997 - Glorification of the Master of Light
- 2001 - Heralding the Dawn

EP
- 1998 - Eternal Emperor
- 2006 - In Depths of Dreams Unconscious

Live
- 1998 - Live in Värsås

Raccolte
- 2003 - Songs from the Archives